# Shahed 238
Shahed 238 – irański uderzeniowy bezzałogowy statek powietrzny produkowany przez Iran Aircraft Manufacturing Industries Corporation.

## Historia
Istnienie nowego irańskiego bezzałogowego aparatu latającego z napędem odrzutowym, ujawniono 20 listopada 2023 roku na wystawie uzbrojenia Korpusu Strażników Rewolucji Islamskiej, odbywającej się w gmachu Uniwersytetu Nauk i Technologii Lotniczych Ashura w Teheranie. Nowa konstrukcja wyposażona jest w silnik turboodrzutowy. Według niepotwierdzonych doniesień, aparat napędzany jest jednostką Toloue-10, irańską kopią czeskiego silnika PBS TJ100. Zastosowanie tego typu napędu znacząco zwiększa prędkość lotu, ale również poziom zużycia paliwa, co w konsekwencji może obniżać zasięg samolotu. Konstrukcyjnie Shahed 238 jest bardzo zbliżony do konstrukcji Shahed 136. Wlot powietrza do silnika umieszczono nad kadłubem maszyny. Jednocześnie zaprezentowano trzy wersje aparatu różniące się sposobem naprowadzania. Pierwsza z nich wyposażona była w optyczny/podczerwony system naprowadzania, system radarowy (prawdopodobnie) oraz klasyczny, z autonomicznym systemem naprowadzania, wykorzystującym układ nawigacji inercyjnej i system GPS. Prawdopodobnie maszyny zostały zakupione przez Rosję i wykorzystane przeciwko celom znajdującym się na Ukrainie w trakcie wojny rosyjsko-ukraińskiej. 
Duża prędkość lotu znacząco zmniejsza szanse na zestrzelenie Shaheda 238 przez masowo używane przez stronę ukraińską tanie środki przeciwlotnicze, takie jak karabiny maszynowe i holowane działka przeciwlotnicze, bardzo skuteczne przeciwko tłokowym a przez to powolnym Shahed 131 i Shahed 136. Jeśli Rosja będzie w stanie na masową skalę użyć odrzutowych Shahedów 238, zmusi tym samym Ukrainę do rzucenia przeciwko nim zdecydowanie bardziej wyrafinowanych środków przeciwlotniczych, dużo droższych w eksploatacji, jak również zdecydowanie mniej dostępnych.